# Big River, Kalifornien
Big River är en ort (census-designated place) i San Bernardino County, Kalifornien, USA.